# Valle Maira
Valle Maira – dolina górska w północno-zachodnich Włoszech, w Piemoncie. Leżąca w Prowincji Cuneo dolina ciągnie się wzdłuż rzeki Maira. Ma długość 45 km. Swój początek ma w rejonie miejscowości Acceglio. Przez dolinę ciągnie się malownicza droga krajowa SS22.